# Новогард (гмина)
Новогард (пол. Nowogard) — гмина (волость) в Польше, входит как административная единица в Голенювский повет, Западно-Поморское воеводство. Население — 24 919 человек (на 2013 год).